# Johnny Bower
John William Bower, született John William Kiszkan (Prince Albert, Saskatchewan, 1924. november 8. – Mississauga, Ontario, 2017. december 26.) Stanley kupa-győztes kanadai jégkorongozó.

## Pályafutása
1945 és 1953 között a Cleveland Barons játékosa volt és az AHL-ben szerepelt a csapattal. 1953 és 1970 között 552 NHL-mérkőzésen lépett pályára. 1953 és 1957 között a New York Rangers színeiben három idényen át védett. 1958 és 1970 Toronto Maple Leafs játékosa volt és négy Stanley-kupa győzelmet ért el a csapattal.

## Sikerei, díjai
- Vezina-trófea: 1960–61, 1964–65
- Les Cunningham-díj: 1956, 1957, 1958

 Toronto Maple Leafs
- Stanley-kupa
  - győztes: 1961–62, 1962–63, 1963–64, 1966–67